# 블리치: Fade to Black 너의 이름을 부른다
블리치: Fade to Black 너의 이름을 부른다는 블리치의 극장판 시리즈의 세 번째 작품이다. 2008년에 개봉하였다.